# Heinz Siebert
Heinz Siebert (* 25. November 1921 in Hohenberge) ist ein ehemaliger deutscher Politiker (DBD). Er war stellvertretender Vorsitzender des Rates des Bezirkes Frankfurt/Oder und Abgeordneter der Volkskammer der DDR.

## Leben
Siebert, Sohn eines Landarbeiters, besuchte die Volksschule und war von 1936 bis 1940 selbst als Landarbeiter tätig. Anschließend leistete Kriegsdienst bei der Luftwaffe und geriet in Kriegsgefangenschaft.
1950 wurde er Mitglied der Demokratischen Bauernpartei Deutschlands (DBD). Von 1950 bis 1952 war er Landesgeschäftsführer der DBD im Land Brandenburg. Ab 1952 war er Mitglied des DBD-Bezirksvorstandes Frankfurt/Oder und seines Sekretariats, von 1952 bis 1953 darüber hinaus Erster Sekretär des DBD-Bezirksvorstandes Frankfurt/Oder. Von 1953 bis 1963 war er stellvertretender Vorsitzender des Rates des Bezirks Frankfurt/Oder sowie von 1952 bis 1967 Abgeordneter des Bezirkstages Frankfurt/Oder.
1956/1957 studierte er an der Deutschen Akademie für Staats- und Rechtswissenschaft, 1961/1962 an einer landwirtschaftlichen Fachschule mit Abschluss als staatlich geprüfter Landwirt. 1963/1964 wirkte er als Hauptagronom beim Bezirkslandwirtschaftsrat Frankfurt/Oder. Von 1964 bis 1967 war er Vorsitzender der LPG „Aufwärts“ in Parstein und ab Februar 1967 Vorsitzender der LPG „Neues Leben“ in Stolzenhagen (Nachfolger von Johann Übbing). Die LPG sollte ein sozialistischer Vorzeige- und Musterbetrieb werden. LPG-Vorsitzender Siebert kämpfte, wurde aber 1975 abgezogen. Er war dann noch viele Jahre Bürgermeister von Schönerlinde.
Von 1967 bis 1976 war er Abgeordneter der Volkskammer, dort 1967 bis 1971 Mitglied des Ausschusses für Arbeit und Sozialpolitik und von 1971 bis 1976 Mitglied des Ausschusses für Land-, Forst- und Nahrungsgüterwirtschaft. Ab 1968 war Siebert zudem Mitglied des Rates für Land- und Nahrungsgüterwirtschaft der DDR.

## Auszeichnungen
- Verdienstmedaille der DDR (1959)
- Vaterländischer Verdienstorden in Bronze (1967)
- Medaille für ausgezeichnete Leistungen in landwirtschaftlichen Produktionsgenossenschaften